# Agrostis kolymensis
Agrostis kolymensis là một loài thực vật có hoa trong họ Hòa thảo. Loài này được Kuvaev & A.P.Khokhr. mô tả khoa học đầu tiên năm 1982.